# A Vigilante
A Vigilante (bra/prt: A Vigilante) é um filme estadunidense de 2018 escrito e dirigido por Sarah Daggar-Nickson. Estrelado por Olivia Wilde, Morgan Spector, Kyle Catlett, CJ Wilson, Tonye Patano, Chuck Cooper, Betsy Aidem e Judy Marte, estreou no South by Southwest Festival em 10 de março de 2018 e chegou aos cinemas americanos em 29 de março de 2019 pela Saban Films.

## Sinopse
Sadie é uma mulher que, por ser maltratada pelo ex-marido, passou trauma. Por meses, sem pôr nada a perder, treina o corpo e a mente para assassinar aquele que quase a matou, enquanto ajuda pessoas a ficarem livres de seus agressores.

## Elenco

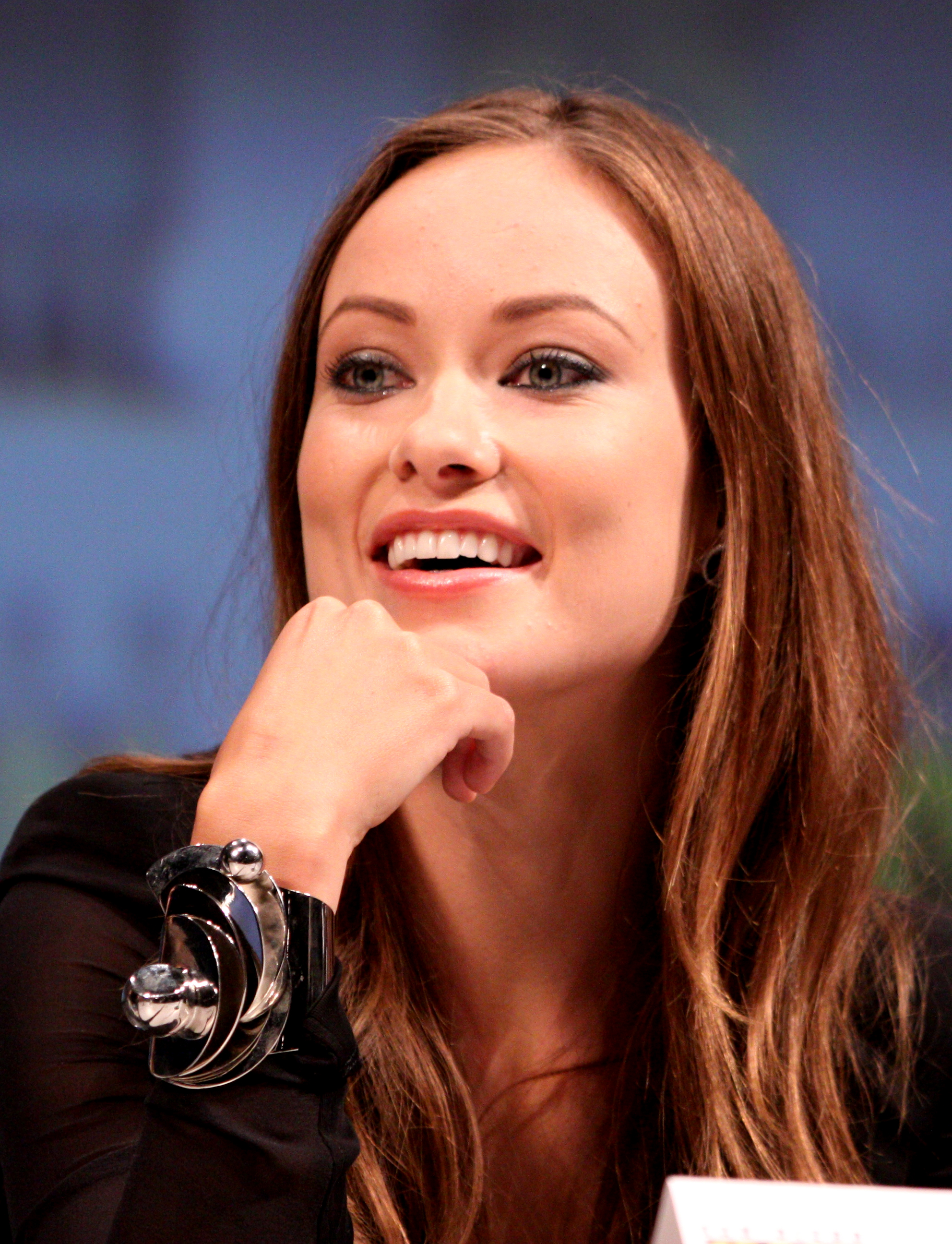
Olivia Wilde estrelou o filme

| Ator           | Personagem       |
| -------------- | ---------------- |
| Olivia Wilde   | Sadie            |
| Morgan Spector | Marido de Sadie  |
| Tonye Patano   | Beverly          |
| Betsy Aidem    | Andrea Shaund    |
| C.J. Wilson    | Michael Shaund   |
| Chuck Cooper   | Advogado         |
| Kyle Catlett   | Zach             |
| Olivia Gilliat | Margaret Turner  |
| Cheryse Dyllan | Charlene Jackson |
| Margot Bingham | Joyce Richards   |

## Recepção
O filme foi elogiado pela crítica especializada e atualmente conta com 90% de aprovação no portal Rotten Tomatoes. O consenso do site diz: “Liderado pela performance destemida de Olivia Wilde e elevado por temas oportunos, A Vigilante é um thriller intransigente que atinge tão forte quanto seu protagonista”.